# فنيز تشان
فنيز تشان مواليد 30 مايو 1989 في هونغ كونغ، هي لاعبة كرة مضرب هونغ كونغية سابقة. أعلى تصنيف لها في الفردي كان 340. أعلى تصنيف لها في الزوجي كان 516.

## النهائيات

### الفردي: 9 (6-3)
| الحصيلة | الرقم | التاريخ        | الدورة                         | الأرضية | المنافس             | النتيجة           |
| ------- | ----- | -------------- | ------------------------------ | ------- | ------------------- | ----------------- |
| الفوز   | 1.    | 13 نوفمبر 2005 | مانيلا، الفلبين                | صلبة    | سيارينا-ماي اريفالو | 6-1 6-4           |
| الوصافة | 1.    | 20 نوفمبر 2005 | مانيلا، الفلبين                | صلبة    | رضا زالاميدا        | 3-6 2-6           |
| الفوز   | 2.    | 23 يوليو 2006  | بانكوك، تايلاند                | صلبة    | أيو فاني داميانتي   | 6-4 6-4           |
| الوصافة | 2.    | 5 أكتوبر 2006  | جاكرتا، إندونيسيا              | صلبة    | ساندي جوموليا       | 3-6 0-6           |
| الوصافة | 3.    | 23 أغسطس 2008  | خون كاين، تايلاند              | صلبة    | لو جيا جينغ         | 3-6 4-6           |
| الفوز   | 3.    | 11 سبتمبر 2011 | محافظة يونغوول، كوريا الجنوبية | صلبة    | يوي يوان            | 6-2 6-3           |
| الفوز   | 4.    | 12 فبراير 2011 | شرم الشيخ، مصر                 | صلبة    | لين سشونهاج         | 7-5 1-6 6-1       |
| الفوز   | 5.    | 24 يونيو 2012  | شرم الشيخ، مصر                 | صلبة    | إيكاترينا ياشنا     | 6-7 (5-7) 6-3 6-4 |
| الفوز   | 6.    | 6 أكتوبر 2012  | بيدار، الهند                   | صلبة    | يومي ميازاكي        | 6-2 6-3           |

### الزوجي: 2 (2–0)
| الحصيلة | الرقم | التاريخ        | الدورة              | الأرضية | الشريك            | المنافس             | النتيجة         |
| ------- | ----- | -------------- | ------------------- | ------- | ----------------- | ------------------- | --------------- |
| الفوز   | 1.    | 8 يوليو 2012   | شرم الشيخ، مصر      | صلبة    | آنا مورجينا       | ماجى أزيز مورا إشاك | 6-1 6-2         |
| الفوز   | 2.    | 28 أكتوبر 2012 | سول، كوريا الجنوبية | صلبة    | نيجينا أبدوريموفا | كيم جي يونغ يو مي   | 6-4 2-6 [12-10] |

## روابط خارجية
- فنيز تشان على موقع رابطة محترفات التنس (الإنجليزية)
- فنيز تشان على موقع الاتحاد الدولي لكرة المضرب (الإنجليزية)
- فنيز تشان على موقع كأس بيلي جين كينغ (الإنجليزية)
- فنيز تشان على موقع خلاصة التنس.كوم (الإنجليزية)